# Танзанија на Светском првенству у атлетици на отвореном 2011.
Танзанија је учествовала на 13. Светском првенству у атлетици на отвореном 2011. одржаном у Тегу од 27. августа до 1. септембра тринаести пут, односно учествовала је на свим првенствима до данас. Репрезентацију Танзаније представљала је 1 атлетичарка, која се такмичила у трци 400 метара са препонама. , 

На овом првенству Танзанија није освојила ниједну медаљу. Постигнут је само један рекорд сезоне.

## Учесници
Жене:
- Закија Мришо Мухамед — 5.000 метара

## Резултати

### Жене
| Атлетичарка          | Дисциплина | Лични рекорд | Група        | Група        | Финале       | Финале  | Детаљи |
| Атлетичарка          | Дисциплина | Лични рекорд | Резултат     | Место        | Резултат     | Место   | Детаљи |
| -------------------- | ---------- | ------------ | ------------ | ------------ | ------------ | ------- | ------ |
| Закија Мришо Мухамед | 5.000 м    | 14:43,87 НР  | 15:35,37 ЛРС | 6 у гр. 2 кв | 15:18,81 ЛРС | 11 / 23 |        |